# Calàndria bimaculada
La calàndria bimaculada (Melanocorypha bimaculata) és una espècie d'ocell de la família dels alàudids (Alaudidae) que habita zones obertes de Turquia, Pròxim Orient, nord d'Iraq, l'Iran, nord de l'Afganistan, Caucas, Turkmenistan i Kazakhstan. En hivern fa desplaçaments cap al sud, al nord-est d'Àfrica, Aràbia i Àsia meridional.